# Deborrea cambouei
Deborrea cambouei är en fjärilsart som beskrevs av Charles Oberthür 1922. Deborrea cambouei ingår i släktet Deborrea och familjen säckspinnare. Inga underarter finns listade i Catalogue of Life.